# Louis Fierens
Louis Fierens est un archer belge.

## Biographie
Louis Fierens est sacré double champion olympique par équipes au tir au berceau à 33 mètres et à 50 mètres aux Jeux olympiques d'été de 1920 se déroulant à Anvers, terminant premier aux épreuves par équipes de tir à la perche aux grands et petits oiseaux. Il est aussi vice-champion olympique au tir au berceau à 28 mètres par équipes.